# تئودور فریمن
تئودور فریمن (به انگلیسی: Theodore Cordy Freeman) فضانورد اهل ایالات متحده آمریکا است که در ۱۸ فوریهٔ ۱۹۳۰ میلادی در هاورفورد، پنسیلوانیا زاده شد.